# VdBH 7
vdBH 7 è una nebulosa a riflessione visibile nella costellazione della Poppa.
La sua posizione si individua con facilità, grazie alla presenza della brillante stella Naos (ζ Puppis); da questa stella occorre muoversi in direzione ENE fino a raggiungere la h1 Puppis, una gigante arancione di magnitudine 4,44, e da qui per circa 80 primi d'arco in direzione NNW.
Si presenta come una macchia estesa in particolare verso sudovest e si trova sul bordo di una nebulosa oscura che corre nella stessa direzione, catalogata come DC 255.9-2.6. La stella che la illumina appare immersa nella nube e possiede una magnitudine apparente pari a 7,73; questa stella è catalogata come HD 68416 ed è una stella bianco-azzurra di sequenza principale di classe spettrale B3V, la cui radiazione conferisce ai gas che la circondano una colorazione bluastra ben evidente. La distanza della nube si aggira sui 3100 anni luce e fa quindi parte dell'associazione Puppis R2, legata fisicamente al Vela Molecular Ridge.